# Malemort-sur-Corrèze
Malemort-sur-Corrèze är en kommun i departementet Corrèze i regionen Nouvelle-Aquitaine i de centrala delarna av Frankrike. Kommunen ligger  i kantonen Malemort-sur-Corrèze som tillhör arrondissementet Brive-la-Gaillarde. År 2018 hade Malemort-sur-Corrèze 7 476 invånare.

## Befolkningsutveckling
Antalet invånare i kommunen Malemort-sur-Corrèze
Referens:INSEE